# Národní shromáždění Jižní Koreje
Národní shromáždění Jižní Koreje (korejsky 대한민국 국회, Tehanminguk Kukhö) je jednokomorový zákonodárný sbor Jižní Koreje. Členové jsou voleni na 4 roky. Kandidátovi musí být nejméně 30 let. Poslední volby se konaly 10. dubna 2024. Čítá 300 křesel, 253 křesel ve volebních obvodech a 47 křesel v poměrném zastoupení.

## Historie
Po vzniku Jižní Koreje v roce 1948 byl podle ústavy vytvořen jednokomorový parlament. Ve druhé ústavě, přijaté v roce 1952, bylo uzákoněno, že parlament sestává z dvou komor. Parlament byl ale rozpuštěn kvůli vojenskému převratu v roce 1961. V roce 1963 byl parlament obnoven na základě ústavy republiky. Ten již měl pouze jednu komoru.
V roce 1990 mělo shromáždění 299 křesel, z nichž 224 bylo přímo voleno z jednočlenných okresů ve všeobecných volbách v dubnu 1988. Zbývajících pětasedmdesát zastupitelů bylo podle platných zákonů zvoleno ze stranických listin. V roce 1987 byl upuštěn dřívější požadavek, aby kandidáti měli v Jižní Koreji trvalý pobyt nejméně 5 let, aby Kim Te-džung, který v 80. letech strávil několik let v exilu v Japonsku a Spojených státech, mohl vrátit do politického života. Na rozdíl od čtvrté a páté republiky (1972–1980 a 1980–1987), za šesté republiky nemůže být shromáždění rozpuštěno prezidentem.

## Volby a volební období
- volební právo - občan Korejské republiky starší 19 (18) let.[pozn. 1]
- právo být volen - občan Korejské republiky starší 19 (18) let.[pozn. 1]

- volební období - 4 roky

## Sídlo
Od roku 1950 využívalo shromáždění prostory Kulturního divadla v Soulu. Od roku 1951 využívalo prostory Pusanského kina. Od roku 1954 byly využívány prostory Pumingwanu. Do roku 1975 se využívaly prostory paláce Kjonbokun. V roce 1975 se Národní shromáždění přestěhovalo do Budovy Národního shromáždění. Po schválení zákona v roce 2021 se očekává, že se Národní shromáždění přesune do Svatyně Sedžong v Sedžongu.

## Symboly

Znak, používaný od roku 1948 do roku 2014
Vlajka, používaná od roku 1948 do roku 2014
Oficiální znak, používaný od roku 2014
Oficiální vlajka, používaná od roku 2014